# Escut d'Amposta
L'escut oficial d'Amposta té el següent blasonament:
Escut caironat: de gules, una muralla d'or oberta entre dues torres, també obertes, acompanyada d'un escudet d'or amb quatre pals de gules al cap i d'una creu de Malta d'argent a la punta. Per timbre, una corona mural de ciutat.

## Història
El 26 d'abril de 2004 l'Ajuntament d'Amposta va aprovar la moció presentada pel grup municipal del PSC-PM sobre modificació de l'escut de la ciutat. De manera general va ser aprovat el 29 de març del 2006 i publicat al DOGC el 10 d'agost del mateix any.
L'escut tradicional d'Amposta representa la ciutat (la muralla amb les torres) i les seves dues jurisdiccions històriques: la reial, representada per l'escudet dels quatre pals, i la de l'orde hospitaler, a qui pertanyia el castell, simbolitzada per la creu de Malta. De fet, la castellania d'Amposta fou el centre de les possessions de l'orde de l'Hospital a la Corona d'Aragó.